# Tatort: Mord ex Machina
Mord ex Machina ist ein Fernsehfilm aus der Krimireihe Tatort, der erstmals am 1. Januar 2018 im Ersten ausgestrahlt wurde. Es ist die 1041. Folge der Reihe und der siebte Fall mit dem von Devid Striesow und Elisabeth Brück dargestellten Ermittlerduo Stellbrink und Marx.

## Handlung
Der Justiziar Sebastian Feuerbach des IT-Unternehmens Conpact kommt durch einen Unfall mit einem selbstfahrenden Auto ums Leben. Zunächst sieht alles nach einem Suizid aus, aber Stellbrink erfährt schnell, dass die Computer der Firma, die auf das Sammeln von Daten spezialisiert ist, gehackt worden sind und die fehlenden Daten das autonome Auto betreffen.
Die Hackerin Natascha hatte den Auftrag, Sicherheitslücken des selbstfahrenden Autos zu erkennen, ausgeführt, doch hat sie die Daten der Firma nicht vom Server gelöscht. Auch deren Freund Marco Fichte, der eifersüchtig auf die anderen Männer reagiert, wurde vom Kommissar befragt. Jener kann aber anhand einer Aufnahme auf einem Stick den wahren Mörder beweisen: Es war Firmenchef Rousseau. Dieser versuchte seinen ehemaligen Freund Feuerbach zum Schweigen zu bringen, da dieser über die Gefährlichkeit des Hackens aussagen wollte und so das Millionen-Geschäft gefährdet hätte.

## Hintergrund
Der Tatort Mord ex Machina wurde vom 22. März 2017 bis zum 21. April 2017 in Saarbrücken und Umgebung gedreht, u. a. im Unique³-Gebäude, der Berliner Promenade, am Saarpolygon sowie auf dem Areal der stillgelegten Grube Göttelborn.

## Rezeption

### Kritiken
„Die Macher des Films […] haben zwar versucht, die komplizierte Thematik möglichst nebenbei in den Dialogen verständlich zu machen, doch vor allem im ersten Drittel des Films wirkt das hohe Lernpensum als heftige Tempobremse. Denn das Volkshochschulprogramm macht nicht bei der an sich schon komplexen Technik halt, auch die gesellschaftspolitische Kritik an den Datenkraken will verpackt werden.“

„‚Kann ja nur besser werden‘ ist ein deprimierender Neujahrsgruß, aber zum Tatort aus Saarbrücken fällt einem nichts anderes ein. […] Wird Zeit, dass mit diesem Unsinn Schluss ist.“

### Einschaltquoten
Die Erstausstrahlung von Mord ex Machina am 1. Januar 2018 wurde in Deutschland von 7,92 Millionen Zuschauern gesehen und erreichte einen Marktanteil von 21,4 % für Das Erste.